# Dichlorophen
Dichlorophen là một chất anticestodal, thuốc trừ nấm, sát khuẩn và tác nhân kháng khuẩn. Nó được sử dụng kết hợp với toluene để loại bỏ ký sinh trùng như ascarids, giun móc và sán dây từ chó và mèo.

## An toàn và quy định
LD50 (uống, chuột) là 3300 mg/kg.